# Gerda Taro

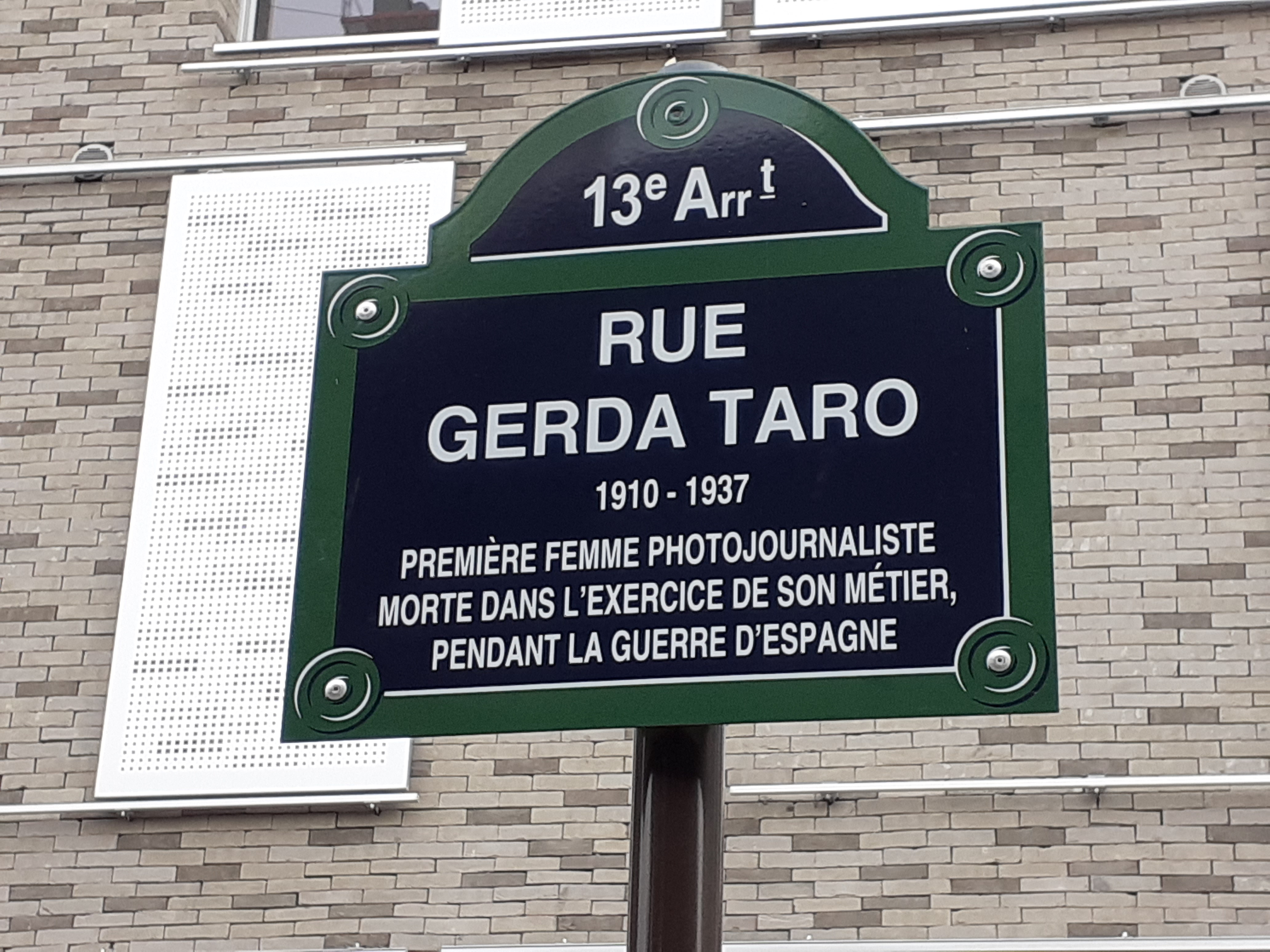
Plac Gerdy Taro w Paryżu.

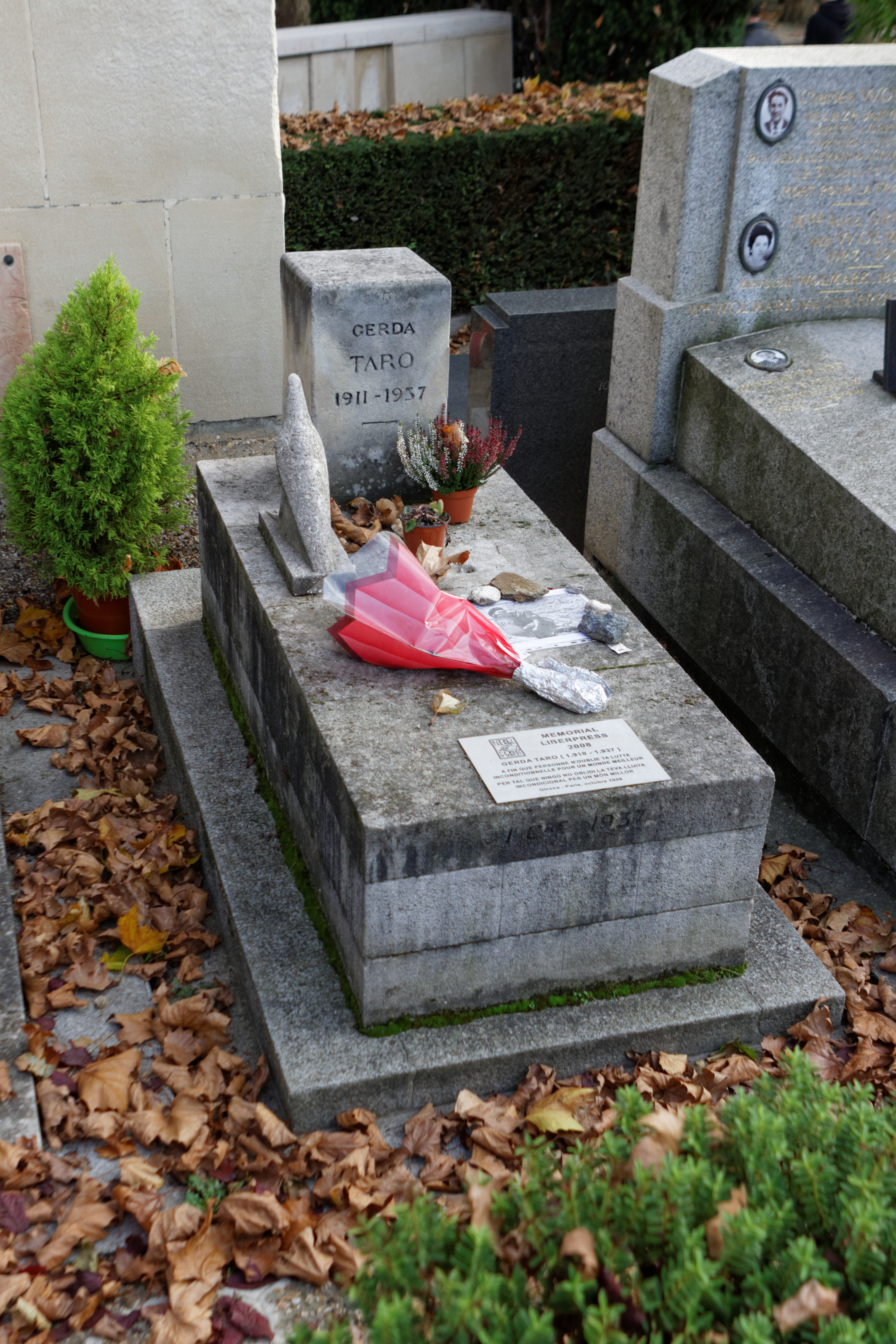
Grób Gerdy Taro na cmentarzu Père Lachaise. Zaprojektowany przez Alberto Giacomettiego, zawiera sokoła Horusa i epitafium „Więc nikt nie zapomni Twojej bezwarunkowej walki o lepszy świat” (po francusku i katalońsku).

Gerda Taro, właśc. Gerta Pohorylle (ur. 1 sierpnia 1910 w Stuttgarcie, zm. 26 lipca 1937 w Madrycie) – niemiecka fotografka z żydowskiej rodziny, pochodzącej z terenów Polski.

## Dzieciństwo i młodość
Gerda Taro urodziła się 1 sierpnia 1910 roku w Stuttgarcie jako Gerta Pohorylle w rodzinie żydowskiej, która przybyła do Niemiec z Galicji. Istnieją przesłanki, że polski był jednym z języków, którym mówiła od dzieciństwa (wskazują na to jej kontakty z Polakami w czasie wojny w Hiszpanii). Biografia wydana w 2008 roku z okazji wystawy prac Gerdy Taro w Nowym Jorku sugeruje, że jej rodzice znali jidisz.
W młodości otrzymała bardzo staranne wykształcenie – w Stuttgarcie chodziła do Szkoły Realnej Królowej Charlotty, następnie uczyła się przez rok w Szwajcarii w pensjonacie dla dziewcząt Internat Villa Florissant w Lozannie, by potem kształcić się znowu w Niemczech w szkole handlowej (Höhere Handelschule) w Stuttgarcie. Już w młodości mówiła wieloma językami, między innymi biegle znała hiszpański, francuski i angielski.
W wieku 18 lat zaręczyła się z bogatym handlowcem Pieter Bote. Zaręczyny zostały później zerwane, ale niedoszli narzeczeni pozostali przyjaciółmi. W tym czasie przeniosła się wraz z rodzicami i braćmi do Lipska, gdzie kontynuowała naukę w Gaudig Schule.

## Emigracja do Francji
Aresztowana przez Gestapo w 1933 roku, natychmiast po wypuszczeniu na wolność, jesienią tego samego roku, przy pomocy Pietera Bote wyjeżdża z Lipska, gdzie zostają jej rodzice i dwaj bracia, do Paryża i otrzymuje tam tymczasowy azyl polityczny. Po bardzo trudnym okresie adaptacji Gerda przebywa w środowisku lewicowych emigrantów niemieckich, przyjaźniąc się między innymi z Willy Brandtem.

## Początki pracy fotograficznej
Jesienią 1934 roku Gerta Pohorylle spotyka André Friedmanna, w rzeczywistości Endrè Ernő Friedmanna, znanego potem jako Robert Capa, węgierskiego fotografa, który przyjechał do Paryża z Berlina. Pod kierunkiem Friedmana Gerta Pohoryle robi pierwsze zdjęcia. Zamieszkują wkrótce razem, wynajmując małe mieszkanie w pobliżu wieży Eiffela i spędzają razem czas na południu Francji. Gerda fotografuje i zostaje agentką fotografa.
Oboje przyjmują pseudonimy artystyczne – Gerta, którą przyjaciele nazywali Poho nosi teraz nazwisko Gerda Taro, André Friedmann zostaje tajemniczym amerykańskim fotografem o nazwisku Robert Capa. Kariera Roberta Capy rozwija się początkowo równolegle do kariery Friedmanna, który nadal fotografuje i publikuje pod własnym nazwiskiem. Zarówno Friedmann, jak i Taro publikują równocześnie zdjęcia firmowane przez nieznanego Amerykanina. Minie szereg miesięcy zanim mistyfikacja wyjdzie na jaw i szereg lat zanim pseudonim Robert Capa stanie się imieniem i nazwiskiem fotografa, który potem emigruje do Stanów Zjednoczonych i prawnie przyjmuje imię i nazwisko Robert Capa.

## Taro i Capa
Taro, będąc partnerką życiową Roberta Capy, pracuje jako jego agentka, pozuje mu jako modelka do szeregu zdjęć i sama fotografuje. Pierwsza karta prasowa Taro jako fotografa datowana jest 4 lutego 1936 roku i związana jest z początkiem pracy Capy i Taro w Hiszpanii, gdzie toczy się wojna domowa. Na początku 1937 roku Taro podpisuje kontrakt na zdjęcia z frontu w Hiszpanii z paryską gazetą popołudniową  Ce Soir, prowadzoną przez Louis Aragona (jej zdjęcia podpisywane są Photo Taro). Równocześnie Capa pracuje jako fotograf dla szeregu czasopism i agencji. Zdjęcia wielu reportaży sygnowane są Reportage Capa et Taro – Reportaż Capy i Taro. Oboje kręcą też materiały dla amerykańskiej kroniki filmowej. Po jakimś czasie para się jednak rozstaje.
W Hiszpanii Taro styka się z wieloma osobami, które potem przejdą do historii, jak Ernest Hemingway, Joris Ivens, generał Walter.

## Śmierć na froncie
Gerda Taro zostaje ciężko ranna na froncie w czasie fotografowania Bitwy pod Brunete, w pobliżu Madrytu 25 lipca 1937 roku. W ferworze walki, czołg republikański, uszkodzony przez faszystowski atak lotniczy i zupełnie pozbawiony kontroli, zaczął rozjeżdżać żołnierzy wokół. Gerda Taro znajdowała się w samochodzie wiozącym rannego, kiedy czołg uderzył w bok jej pojazdu i zmiażdżył go. Przewieziona do szpitala polowego 35 Dywizji w l’Escorial, zmarła tam rano 26 lipca 1937 roku. Po śmierci jej ciało zostaje wystawione na widok publiczny w Madrycie. Taro została pochowana 1 sierpnia 1937 roku na cmentarzu Père-Lachaise w Paryżu. Jej pogrzeb przerodził się w wielką wielotysięczną manifestację z udziałem Pablo Nerudy i Louisa Aragona.
Nagrobek jej, prosty blok białego marmuru, zaprojektował Alberto Giacometti. Napis na nim głosił, że Taro fotografka dla „Ce Soir” poległa na froncie Brunette, Hiszpania, w ogniu walki. W czasie okupacji Paryża przez hitlerowskie Niemcy, nagrobek ten został w 1942 roku zmieniony – zeszpecono go stawiając podobnych rozmiarów blok z betonu, usunięto z niego tekst pozostawiając tylko imię i nazwisko oraz daty. Z nieznanych przyczyn wyryto też złą datę urodzin fotografki (1911).
Według biografii Roberta Cappy napisanej przez Alexa Kershawa w 2004 roku, rodzina Gerdy Taro winiła Capę za jej śmierć, a jej bracia pobili go po jego powrocie do Paryża.

## Spuścizna Gerdy Taro
Po śmierci Taro ukazuje się wiele zdjęć i publikacji o niej w prasie na całym świecie. Wiele zdjęć zrobionych przez samą Gerdę Taro z frontu w Hiszpanii ukazuje się przez lata w publikacjach na całym świecie bez wymienienia jej nazwiska.
W 1938 roku ukazuje się w Nowym Jorku pierwszy album zdjęć Taro i Capy z Hiszpanii zatytułowany Death in the Making (Śmierć kiedy się wydarza). Dedykacja Roberta Capy do tej książki mówi: Gerdzie Taro, która była rok na froncie w Hiszpanii i która tam pozostała. Madryt, Grudzień 1937, RC.
Wystawa w International Center of Photography w Nowym Jorku oraz wydana wtedy biografia przypomniały prace Taro.
Historia Gerdy Taro i Roberta Capy pojawia się w utworze angielskiego zespołu Alt-J pod tytułem „Taro”.

## Literatura
- Helena Janeczek: Fotografka. Warszawa: Prószyński i S-ka, 2021, s. 344. ISBN 978-83-8234-143-0.
- Gerda Taro: une photographe révolutionnaire dans la guerre d’Espagne, Irme Schaber tłumaczenie z oryginału niemieckiego: Fotoreporterin im spanischen Bürgerkrieg, 1994. Wydawca: Published by Éditions du Rocher, Paryż, 2006, ISBN 2-268-05727-5, 9782268057279
- Out of the Shadows: A Life of Gerda Taro, Francois Maspero, Tłumaczenie z francuskiego: Geoffrey Strachan, Wydawca: Souvenir Press Limited, 2008, ISBN 0-285-63825-4, 9780285638259
- Gerda Taro, Edited by Irme Schaber, Richard Whelan, Kristen Lubben, wydawca: ICP / Steidl, New York 2007
- Blood an Champagne, the life and times of Robert Capa, Alex Kershaw, wydawca: Da Capo Press, New York, 2002; polskie wydanie: CAPA. Szampan i krew, Tłumaczenie: Marcin Piekoszewski, Wydawca: Studio Emka, Luty 2008, ISBN 978-83-61159-04-9.
- FRANÇOIS MASPERO tłum. Maryna Ochab: FRANÇOIS MASPERO, Gerda Taro. zeszytyliterackie.pl.
- NATALIA JEZIOREK: Gerda Taro: Kobieta, która fotografowała wojnę. vogue.pl.
- Aleksandra Lipczak: Gerda Taro, mała blondynka o odwadze, która graniczy z zuchwalstwem. Codziennie wsiada do tramwaju i jedzie na front. wysokieobcasy.pl.
- Gerda Taro, pierwsza fotoreporterka, która żyje i umiera na wojnie. fahrenheitmagazine.com.
- Mikołaj Konkiewicz: Gerda Taro – zapomniana fotografka wojenna, która zbudowała legendę Roberta Capy. swiatobrazu.pl.

## Galeria

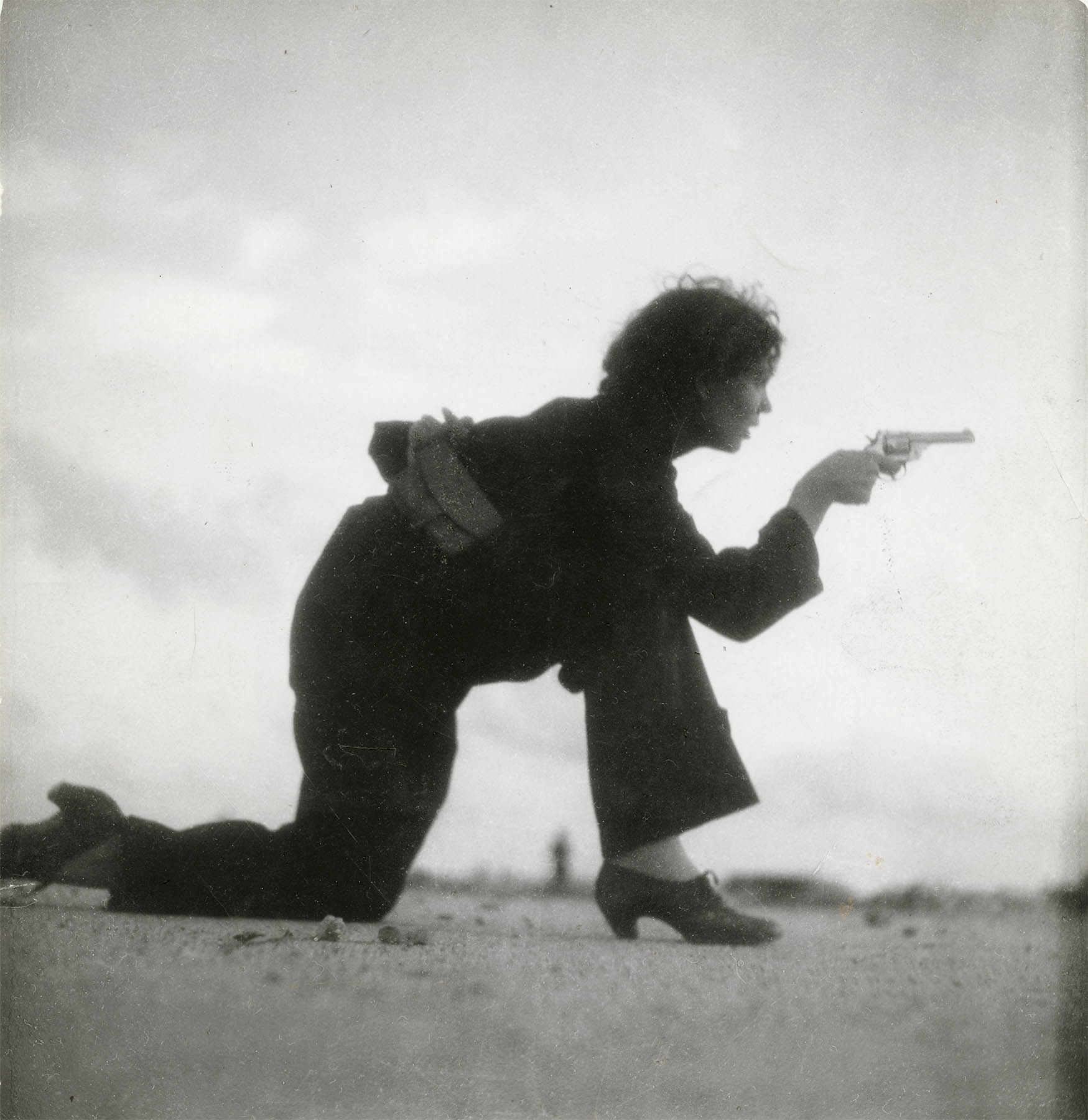
fot. Gerda Taro, 1936
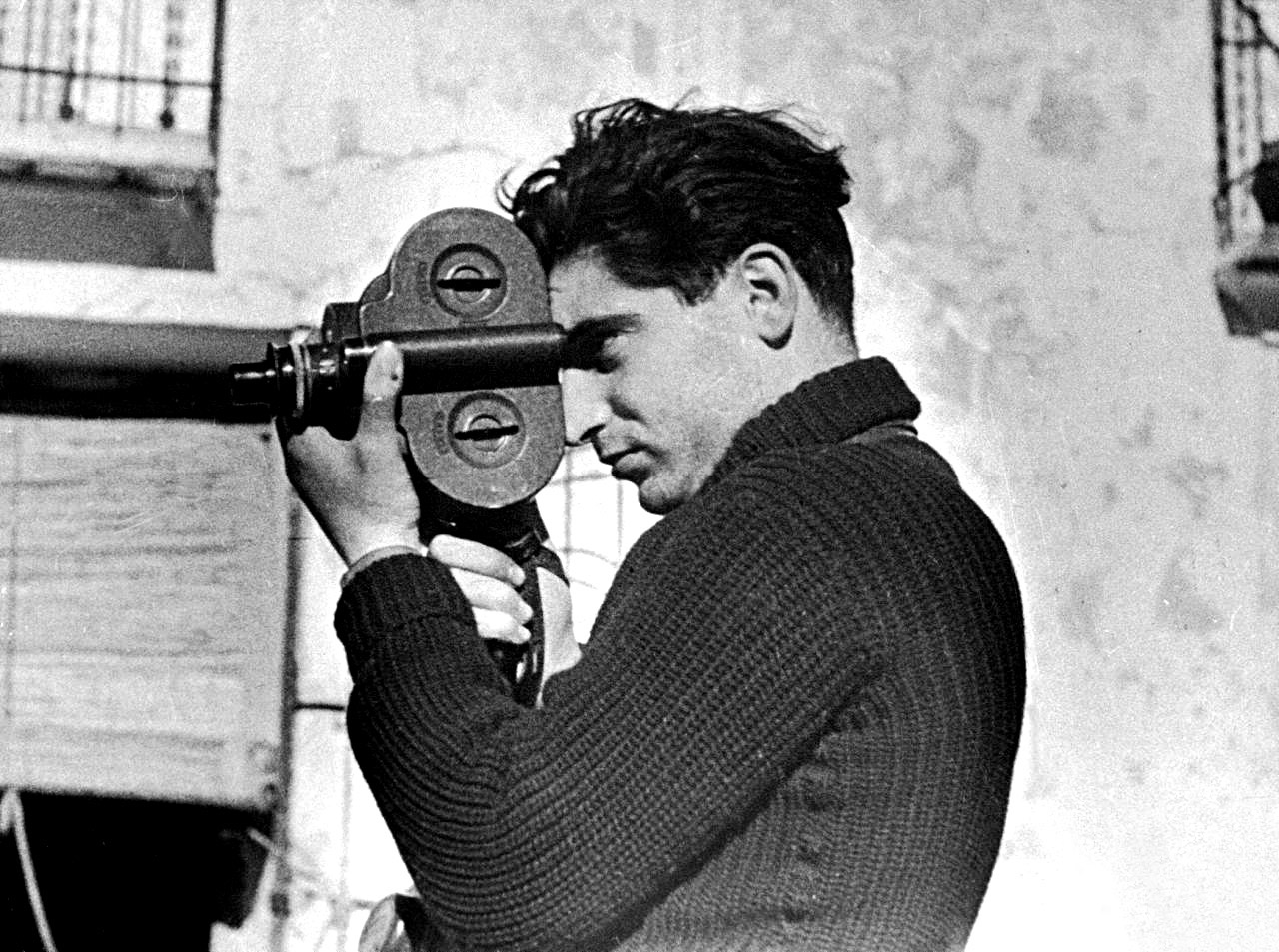
Portret Roberta Capy, 1937.
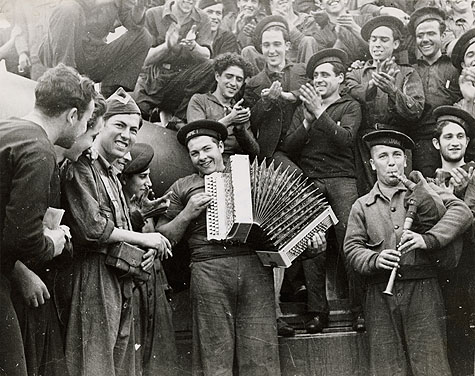
fot. Gerda Taro, luty 1937
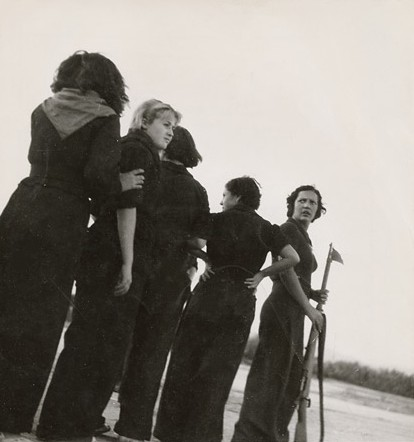
fot. Gerda Taro, luty 1937
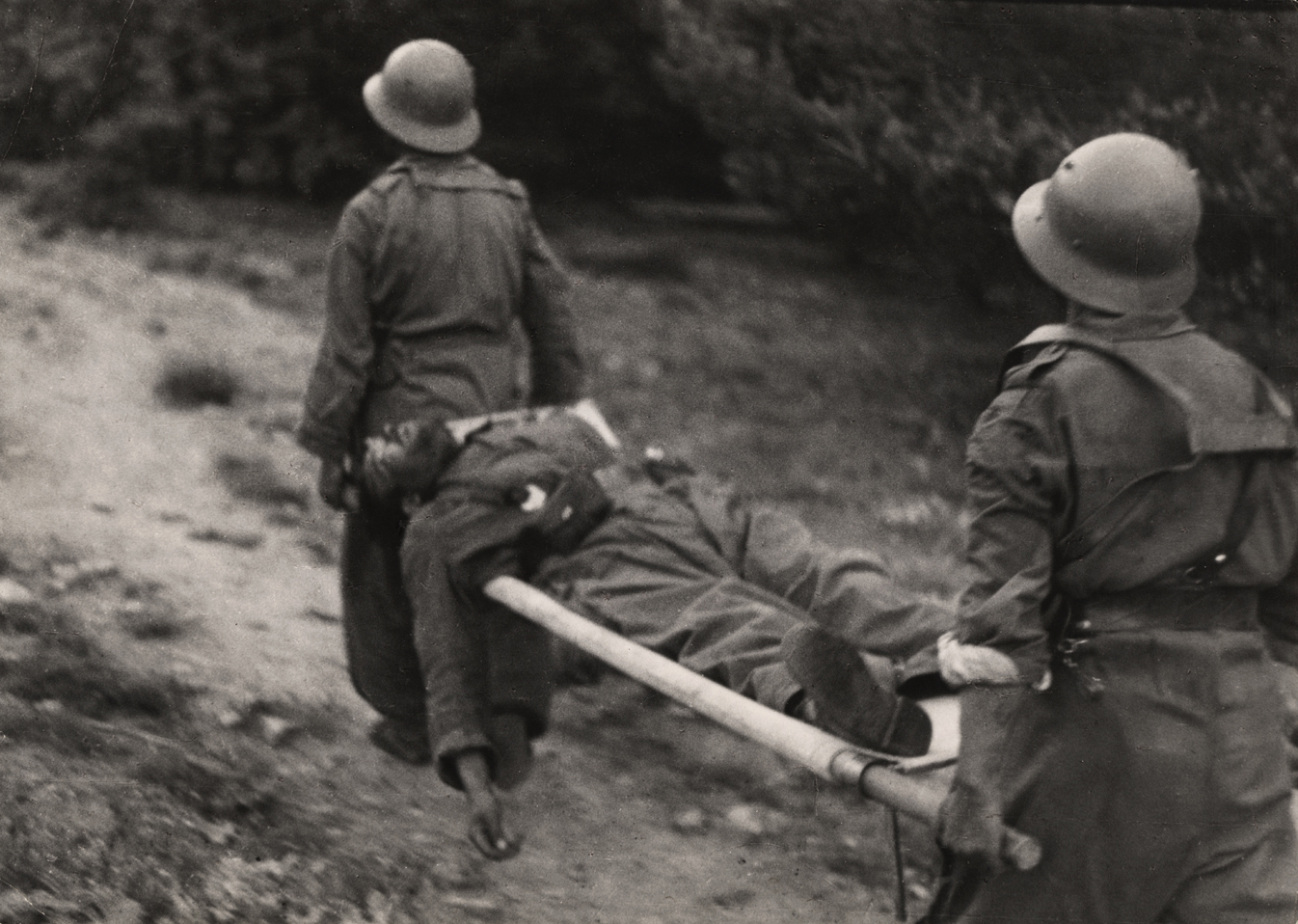
fot. Gerda Taro, Hiszpania 1937
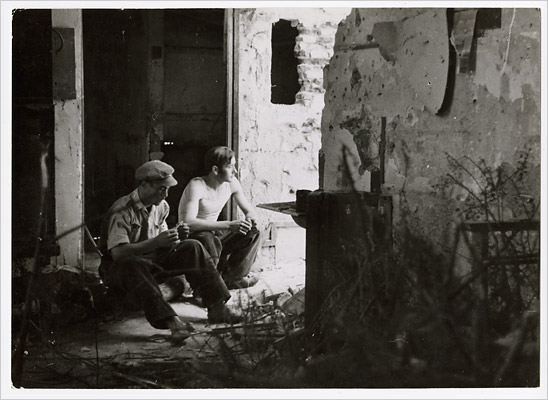
fot. Gerda Taro, czerwiec 1937